# 卡尔滕恩格斯

卡尔滕恩格斯是德国莱茵兰－普法尔茨州的市镇，面积3.07平方公里，人口2049人，男1034人，女1015人（2011年12月31日），人口密度每平方公里667人。